# Александер Милошевич
Алекса́ндер Мило́шевич (швед. Alexander Milošević, нар. 30 січня 1992, Стокгольм) — шведський футболіст сербського походження, захисник клубу «Дармштадт 98».

## Клубна кар'єра
У дорослому футболі дебютував 2009 року виступами за «Васалундс ІФ», в якому провів два сезони, взявши участь у 34 матчах чемпіонату.
До складу клубу АІК приєднався 1 лютого 2011 року. Всього встиг відіграти за команду з Стокгольма 80 матчів в національному чемпіонаті.
В січні 2015 року перейшов у турецький «Бешикташ», проте закріпитись у команді не зумів, через що здавався в оренду до німецьких клубів «Ганновер 96» та «Дармштадт 98».

## Виступи за збірні
Оскільки його батько був емігрантом з Сербії, то Александер мав право представляти цю країну на рівні збірних і 2008 року дебютував у складі юнацької збірної Сербії, взявши участь у 6 іграх на юнацькому рівні. Проте вже 2011 року зіграв за юнацьку збірну Швеції.
З 2011 року залучався до складу молодіжної збірної Швеції, ставши у її складі переможцем молодіжного Євро-2015. Всього на молодіжному рівні зіграв у 24 офіційних матчах, забив 4 голи. У 2016 році був учасником Олімпійського футбольного турніру у Ріо.
З 2013 року залучається до матчів національної збірної, проте основним гравцем не став.

## Клубна кар'єра
Станом на 2016 рік:
| Клуб             | Клуб             | Клуб                    | Ліга | Ліга | Кубок | Кубок | Загалом | Загалом |
| Сезон            | Клуб             | Ліга                    | Ігри | Голи | Ігри  | Голи  | Ігри    | Голи    |
| Німеччина        | Німеччина        | Німеччина               | Ліга | Ліга | Кубок | Кубок | Загалом | Загалом |
| ---------------- | ---------------- | ----------------------- | ---- | ---- | ----- | ----- | ------- | ------- |
| 2009–10          | «Васалунд ІФ»    | Регіональна ліга Швеції | 24   | 5    | —     | 0     | 24      | 5       |
| 2011–14          | «АІК»            | Аллсвенскан             | 80   | 4    | 0     | 0     | 80      | 4       |
| 2005–            | «Бешикташ»       | Суперліга               | 2    | 0    | —     | 0     | 2       | 0       |
| 2015–16          | «Ганновер 96»    | Бундесліга              | 10   | 0    | 0     | 0     | 10      | 0       |
| 2016–            | «Дармштадт 98»   | Бундесліга              | 3    | 0    | 0     | 0     | 3       | 0       |
| Загалом          | Німеччина        | Німеччина               | 13   | 0    | 0     | 0     | 13      | 0       |
| За всієї кар'єри | За всієї кар'єри | За всієї кар'єри        | 119  | 9    | 0     | 0     | 119     | 9       |

## Досягнення
- Чемпіон Європи (U-21): 2015

АІК
- Чемпіон Швеції: 2018

Особисті досягнення
- Гравець місяця Аллсвенскан: серпень 2021[1]